# Amstel Gold Race 2024
Amstel Gold Race 2024 – 58. edycja wyścigu kolarskiego Amstel Gold Race, która odbyła się 14 kwietnia 2024 na liczącej ponad 253 kilometry trasie z miasta Maastricht do miejscowości Berg en Terblijt. Impreza kategorii 1.UWT była częścią UCI World Tour 2024.

## Uczestnicy

### Drużyny
| WorldTeams (18)- Decathlon-AG2R La Mondiale - Alpecin-Deceuninck - Arkéa-B&B Hotels - Astana Qazaqstan Team - Bahrain Victorious - Bora-Hansgrohe - Cofidis - EF Education-EasyPost - Groupama-FDJ - Ineos Grenadiers - Intermarché-Wanty - Team Visma \| Lease a Bike - Lidl-Trek - Movistar Team - Soudal Quick-Step - Team dsm-firmenich PostNL - Team Jayco AlUla - UAE Team Emirates ProTeams (7)- Israel-Premier Tech - Lotto Dstny - Q36.5 Pro Cycling Team - Team Flanders-Baloise - Tudor Pro Cycling Team - Uno-X Mobility - TDT-Unibet |
| |

### Lista startowa
| UAE Team Emirates UAD | UAE Team Emirates UAD      | UAE Team Emirates UAD |
| --------------------- | -------------------------- | --------------------- |
| Nr                    | Kolarz                     | Miejsce               |
| 1                     | Juan Ayuso (ESP)           | 21.                   |
| 2                     | Jan Christen (SUI)         | 30.                   |
| 3                     | Sjoerd Bax (NED)           | 79.                   |
| 4                     | Finn Fisher-Black (NZL)    | 111.                  |
| 5                     | João Almeida (POR)         | 38.                   |
| 6                     | Marc Hirschi (SUI) (szosa) | 2.                    |
| 7                     | Brandon McNulty (USA)      | 52.                   |

| EF Education-EasyPost EFE | EF Education-EasyPost EFE     | EF Education-EasyPost EFE |
| ------------------------- | ----------------------------- | ------------------------- |
| Nr                        | Kolarz                        | Miejsce                   |
| 11                        | Ben Healy (IRL) (szosa)       | 45.                       |
| 12                        | Richard Carapaz (ECU) (szosa) | 51.                       |
| 13                        | Owain Doull (GBR)             | 122.                      |
| 14                        | Mikkel Frølich Honoré (DEN)   | 28.                       |
| 15                        | Lukas Nerurkar (GBR)          | 114.                      |
| 16                        | James Shaw (GBR)              | 72.                       |
| 17                        | Marijn van den Berg (NED)     | 11.                       |

| Ineos Grenadiers IGD | Ineos Grenadiers IGD     | Ineos Grenadiers IGD |
| -------------------- | ------------------------ | -------------------- |
| Nr                   | Kolarz                   | Miejsce              |
| 21                   | Thomas Pidcock (GBR)     | 1.                   |
| 22                   | Michał Kwiatkowski (POL) | 35.                  |
| 23                   | Omar Fraile (ESP)        | DNF                  |
| 24                   | Brandon Rivera (COL)     | 83.                  |
| 25                   | Connor Swift (GBR)       | DNF                  |
| 26                   | Ben Turner (GBR)         | 115.                 |
| 27                   | Cameron Wurf (AUS)       | DNF                  |

| Alpecin-Deceuninck ADC | Alpecin-Deceuninck ADC             | Alpecin-Deceuninck ADC |
| ---------------------- | ---------------------------------- | ---------------------- |
| Nr                     | Kolarz                             | Miejsce                |
| 31                     | Mathieu van der Poel (NED) (szosa) | 22.                    |
| 32                     | Gianni Vermeersch (BEL)            | DNF                    |
| 33                     | Quinten Hermans (BEL)              | 80.                    |
| 34                     | Søren Kragh Andersen (DEN)         | 112.                   |
| 35                     | Axel Laurance (FRA)                | 90.                    |
| 36                     | Xandro Meurisse (BEL)              | 93.                    |
| 37                     | Oscar Riesebeek (NED)              | DNF                    |

| Team Visma \| Lease a Bike TVL | Team Visma \| Lease a Bike TVL | Team Visma \| Lease a Bike TVL |
| ------------------------------ | ------------------------------ | ------------------------------ |
| Nr                             | Kolarz                         | Miejsce                        |
| 41                             | Tiesj Benoot (BEL)             | 3.                             |
| 42                             | Per Strand Hagenes (NOR)       | 107.                           |
| 43                             | Matteo Jorgenson (USA)         | 37.                            |
| 44                             | Milan Vader (NED)              | 109.                           |
| 45                             | Johannes Staune-Mittet (NOR)   | DNF                            |
| 46                             | Julien Vermote (BEL)           | 86.                            |
| 47                             | Tosh Van der Sande (BEL)       | DNF                            |

| Soudal Quick-Step SOQ | Soudal Quick-Step SOQ       | Soudal Quick-Step SOQ |
| --------------------- | --------------------------- | --------------------- |
| Nr                    | Kolarz                      | Miejsce               |
| 51                    | Antoine Huby (FRA)          | 102.                  |
| 52                    | Mauri Vansevenant (BEL)     | 4.                    |
| 53                    | Gil Gelders (BEL)           | 65.                   |
| 54                    | William Junior Lecerf (BEL) | 56.                   |
| 55                    | Pepijn Reinderink (NED)     | 68.                   |
| 56                    | Jordi Warlop (BEL)          | DNF                   |
| 57                    | Louis Vervaeke (BEL)        | 67.                   |

| Team dsm-firmenich PostNL DFP | Team dsm-firmenich PostNL DFP | Team dsm-firmenich PostNL DFP |
| ----------------------------- | ----------------------------- | ----------------------------- |
| Nr                            | Kolarz                        | Miejsce                       |
| 61                            | Warren Barguil (FRA)          | DNF                           |
| 62                            | Enzo Leijnse (NED)            | 120.                          |
| 63                            | Tim Naberman (NED)            | DNF                           |
| 64                            | Oscar Onley (GBR)             | DNF                           |
| 65                            | Martijn Tusveld (NED)         | 118.                          |
| 66                            | Frank van den Broek (NED)     | 61.                           |
| 67                            | Kevin Vermaerke (USA)         | 24.                           |

| Bora-Hansgrohe BOH | Bora-Hansgrohe BOH          | Bora-Hansgrohe BOH |
| ------------------ | --------------------------- | ------------------ |
| Nr                 | Kolarz                      | Miejsce            |
| 71                 | Maximilian Schachmann (GER) | 106.               |
| 72                 | Roger Adrià (ESP)           | 14.                |
| 73                 | Giovanni Aleotti (ITA)      | 74.                |
| 74                 | Alexander Hajek (AUT)       | DNF                |
| 75                 | Bob Jungels (LUX)           | 33.                |
| 76                 | Matteo Sobrero (ITA)        | DNF                |
| 77                 | Frederik Wandahl (DEN)      | 73.                |

| Astana Qazaqstan Team AST | Astana Qazaqstan Team AST    | Astana Qazaqstan Team AST |
| ------------------------- | ---------------------------- | ------------------------- |
| Nr                        | Kolarz                       | Miejsce                   |
| 81                        | Samuele Battistella (ITA)    | 53.                       |
| 82                        | Anthon Charmig (DEN)         | 48.                       |
| 83                        | Igor Czżan (KAZ)             | DNF                       |
| 84                        | Jewgienij Fiodorow (KAZ)     | DNF                       |
| 85                        | Max Kanter (GER)             | 104.                      |
| 86                        | Christian Scaroni (ITA)      | 32.                       |
| 87                        | Simone Velasco (ITA) (szosa) | 18.                       |

| Team Jayco AlUla JAY | Team Jayco AlUla JAY   | Team Jayco AlUla JAY |
| -------------------- | ---------------------- | -------------------- |
| Nr                   | Kolarz                 | Miejsce              |
| 91                   | Michael Matthews (AUS) | 10.                  |
| 92                   | Lawson Craddock (USA)  | 81.                  |
| 93                   | Anders Foldager (DEN)  | DNF                  |
| 94                   | Luke Durbridge (AUS)   | 123.                 |
| 95                   | Felix Engelhardt (GER) | DNF                  |
| 96                   | Jan Maas (NED)         | DNF                  |
| 97                   | Mauro Schmid (SUI)     | 82.                  |

| Intermarché-Wanty IWA | Intermarché-Wanty IWA   | Intermarché-Wanty IWA |
| --------------------- | ----------------------- | --------------------- |
| Nr                    | Kolarz                  | Miejsce               |
| 101                   | Lorenzo Rota (ITA)      | 19.                   |
| 102                   | Vito Braet (BEL)        | 13.                   |
| 103                   | Francesco Busatto (ITA) | 57.                   |
| 104                   | Dries De Pooter (BEL)   | 89.                   |
| 105                   | Tom Paquot (BEL)        | DNF                   |
| 106                   | Alexy Faure Prost (FRA) | DNF                   |
| 107                   | Georg Zimmermann (GER)  | 42.                   |

| Lidl-Trek LTK | Lidl-Trek LTK                   | Lidl-Trek LTK |
| ------------- | ------------------------------- | ------------- |
| Nr            | Kolarz                          | Miejsce       |
| 111           | Andrea Bagioli (ITA)            | 75.           |
| 112           | Julien Bernard (FRA)            | DNF           |
| 113           | Bauke Mollema (NED)             | 7.            |
| 114           | Fabio Felline (ITA)             | DNF           |
| 115           | Sam Oomen (NED)                 | 47.           |
| 116           | Mattias Skjelmose (DEN) (szosa) | 17.           |
| 117           | Toms Skujiņš (LAT)              | 39.           |

| Decathlon-AG2R La Mondiale DAT | Decathlon-AG2R La Mondiale DAT | Decathlon-AG2R La Mondiale DAT |
| ------------------------------ | ------------------------------ | ------------------------------ |
| Nr                             | Kolarz                         | Miejsce                        |
| 121                            | Benoît Cosnefroy (FRA)         | 16.                            |
| 122                            | Pierre Gautherat (FRA)         | 98.                            |
| 123                            | Dorian Godon (FRA)             | 36.                            |
| 124                            | Paul Lapeira (FRA)             | 5.                             |
| 125                            | Oliver Naesen (BEL)            | 108.                           |
| 126                            | Valentin Retailleau (FRA)      | 119.                           |
| 127                            | Damien Touzé (FRA)             | 92.                            |

| Arkéa-B&B Hotels ARK | Arkéa-B&B Hotels ARK    | Arkéa-B&B Hotels ARK |
| -------------------- | ----------------------- | -------------------- |
| Nr                   | Kolarz                  | Miejsce              |
| 131                  | Vincenzo Albanese (ITA) | 110.                 |
| 132                  | Anthony Delaplace (FRA) | 69.                  |
| 133                  | Simon Guglielmi (FRA)   | 125.                 |
| 134                  | Laurens Huys (BEL)      | 71.                  |
| 135                  | Mathis Le Berre (FRA)   | 66.                  |
| 136                  | Kévin Vauquelin (FRA)   | 41.                  |
| 137                  | Matis Louvel (FRA)      | DNF                  |

| Groupama-FDJ GFC | Groupama-FDJ GFC               | Groupama-FDJ GFC |
| ---------------- | ------------------------------ | ---------------- |
| Nr               | Kolarz                         | Miejsce          |
| 141              | Valentin Madouas (FRA) (szosa) | 6.               |
| 142              | Lorenzo Germani (ITA)          | 99.              |
| 143              | Romain Grégoire (FRA)          | 12.              |
| 144              | Stefan Küng (SUI)              | 29.              |
| 145              | Quentin Pacher (FRA)           | 8.               |
| 146              | Rémy Rochas (FRA)              | 103.             |
| 147              | Clément Russo (FRA)            | DNF              |

| Bahrain Victorious TBV | Bahrain Victorious TBV    | Bahrain Victorious TBV |
| ---------------------- | ------------------------- | ---------------------- |
| Nr                     | Kolarz                    | Miejsce                |
| 151                    | Pello Bilbao (ESP)        | 9.                     |
| 152                    | Nicolo Buratti (ITA)      | 59.                    |
| 153                    | Matevž Govekar (SLO)      | DNF                    |
| 154                    | Yukiya Arashiro (JPN)     | 95.                    |
| 155                    | Fran Miholjević (CRO)     | DNF                    |
| 156                    | Łukasz Wiśniowski (POL)   | DNF                    |
| 157                    | Fred Wright (GBR) (szosa) | 44.                    |

| Cofidis COF | Cofidis COF            | Cofidis COF |
| ----------- | ---------------------- | ----------- |
| Nr          | Kolarz                 | Miejsce     |
| 161         | Axel Mariault (FRA)    | DNF         |
| 162         | Ben Hermans (BEL)      | DNF         |
| 163         | Gorka Izagirre (ESP)   | DNF         |
| 164         | Ion Izagirre (ESP)     | DNF         |
| 165         | Christophe Noppe (BEL) | DNF         |
| 166         | Alexis Renard (FRA)    | DNF         |
| 167         | Ludovic Robeet (BEL)   | DNF         |

| Movistar Team MOV | Movistar Team MOV         | Movistar Team MOV |
| ----------------- | ------------------------- | ----------------- |
| Nr                | Kolarz                    | Miejsce           |
| 171               | Alex Aranburu (ESP)       | 113.              |
| 172               | Jorge Arcas (ESP)         | 121.              |
| 173               | Jon Barrenetxea (ESP)     | DNF               |
| 174               | Carlos Canal (ESP)        | 105.              |
| 175               | Davide Formolo (ITA)      | 46.               |
| 176               | Iván García Cortina (ESP) | 84.               |
| 177               | Johan Jacobs (SUI)        | DNF               |

| TDT-Unibet TDT | TDT-Unibet TDT           | TDT-Unibet TDT |
| -------------- | ------------------------ | -------------- |
| Nr             | Kolarz                   | Miejsce        |
| 181            | Hartthijs de Vries (NED) | 88.            |
| 182            | Owen Geleijn (NED)       | 101.           |
| 183            | Jelle Johannink (NED)    | 55.            |
| 184            | Tomáš Kopecký (CZE)      | 116.           |
| 185            | Zeb Kyffin (GBR)         | 117.           |
| 186            | Lander Loockx (BEL)      | DNF            |
| 187            | Adam Ťoupalík (CZE)      | 64.            |

| Uno-X Mobility UXM | Uno-X Mobility UXM               | Uno-X Mobility UXM |
| ------------------ | -------------------------------- | ------------------ |
| Nr                 | Kolarz                           | Miejsce            |
| 191                | Martin Urianstad (NOR)           | 91.                |
| 192                | Odd Christian Eiking (NOR)       | 25.                |
| 193                | Markus Hoelgaard (NOR)           | 34.                |
| 194                | Anders Halland Johannessen (NOR) | DNF                |
| 195                | Tobias Halland Johannessen (NOR) | 70.                |
| 196                | Andreas Leknessund (NOR)         | 26.                |
| 197                | Anders Skaarseth (NOR)           | 97.                |

| Team Flanders-Baloise TFB | Team Flanders-Baloise TFB | Team Flanders-Baloise TFB |
| ------------------------- | ------------------------- | ------------------------- |
| Nr                        | Kolarz                    | Miejsce                   |
| 201                       | Kamiel Bonneu (BEL)       | 31.                       |
| 202                       | Toon Clynhens (BEL)       | DNF                       |
| 203                       | Lars Craps (BEL)          | DNF                       |
| 204                       | Ward Vanhoof (BEL)        | DNF                       |
| 205                       | Elias Maris (BEL)         | 87.                       |
| 206                       | Vincent Van Hemelen (BEL) | DNF                       |
| 207                       | Dylan Vandenstorme (BEL)  | DNF                       |

| Israel-Premier Tech IPT | Israel-Premier Tech IPT | Israel-Premier Tech IPT |
| ----------------------- | ----------------------- | ----------------------- |
| Nr                      | Kolarz                  | Miejsce                 |
| 211                     | Simon Clarke (AUS)      | 54.                     |
| 212                     | Jakob Fuglsang (DEN)    | 76.                     |
| 213                     | Krists Neilands (LAT)   | 100.                    |
| 214                     | Corbin Strong (NZL)     | 96.                     |
| 215                     | Dylan Teuns (BEL)       | 15.                     |
| 216                     | Stephen Williams (GBR)  | 43.                     |
| 217                     | Jake Stewart (GBR)      | DNF                     |

| Lotto Dstny LTD | Lotto Dstny LTD          | Lotto Dstny LTD |
| --------------- | ------------------------ | --------------- |
| Nr              | Kolarz                   | Miejsce         |
| 221             | Maxim Van Gils (BEL)     | 20.             |
| 222             | Jenno Berckmoes (BEL)    | 60.             |
| 223             | Jarrad Drizners (AUS)    | DNF             |
| 224             | Pascal Eenkhoorn (NED)   | 58.             |
| 225             | Andreas Kron (DEN)       | 40.             |
| 226             | Mathijs Paasschens (NED) | DNF             |
| 227             | Jonas Gregaard (DEN)     | 78.             |

| Tudor Pro Cycling Team TUD | Tudor Pro Cycling Team TUD     | Tudor Pro Cycling Team TUD |
| -------------------------- | ------------------------------ | -------------------------- |
| Nr                         | Kolarz                         | Miejsce                    |
| 231                        | Sebastian Kolze Changizi (DEN) | DNF                        |
| 232                        | Aloïs Charrin (FRA)            | DNF                        |
| 233                        | Jacob Eriksson (SWE)           | 94.                        |
| 234                        | Lucas Eriksson (SWE) (szosa)   | 50.                        |
| 235                        | Miká Heming (GER)              | DNF                        |
| 236                        | Alexander Kamp (DEN)           | 27.                        |
| 237                        | Arthur Kluckers (LUX)          | DNF                        |

| Q36.5 Pro Cycling Team Q36 | Q36.5 Pro Cycling Team Q36 | Q36.5 Pro Cycling Team Q36 |
| -------------------------- | -------------------------- | -------------------------- |
| Nr                         | Kolarz                     | Miejsce                    |
| 241                        | Gianluca Brambilla (ITA)   | 23.                        |
| 242                        | Walter Calzoni (ITA)       | 85.                        |
| 243                        | David de la Cruz (ESP)     | 62.                        |
| 244                        | Mark Donovan (GBR)         | 49.                        |
| 245                        | Alessandro Fancellu (ITA)  | 63.                        |
| 246                        | Damien Howson (AUS)        | 124.                       |
| 247                        | Joseph Rosskopf (USA)      | DNF                        |

| UAE Team Emirates UAD | UAE Team Emirates UAD      | UAE Team Emirates UAD |
| --------------------- | -------------------------- | --------------------- |
| Nr                    | Kolarz                     | Miejsce               |
| 1                     | Juan Ayuso (ESP)           | 21.                   |
| 2                     | Jan Christen (SUI)         | 30.                   |
| 3                     | Sjoerd Bax (NED)           | 79.                   |
| 4                     | Finn Fisher-Black (NZL)    | 111.                  |
| 5                     | João Almeida (POR)         | 38.                   |
| 6                     | Marc Hirschi (SUI) (szosa) | 2.                    |
| 7                     | Brandon McNulty (USA)      | 52.                   |

| EF Education-EasyPost EFE | EF Education-EasyPost EFE     | EF Education-EasyPost EFE |
| ------------------------- | ----------------------------- | ------------------------- |
| Nr                        | Kolarz                        | Miejsce                   |
| 11                        | Ben Healy (IRL) (szosa)       | 45.                       |
| 12                        | Richard Carapaz (ECU) (szosa) | 51.                       |
| 13                        | Owain Doull (GBR)             | 122.                      |
| 14                        | Mikkel Frølich Honoré (DEN)   | 28.                       |
| 15                        | Lukas Nerurkar (GBR)          | 114.                      |
| 16                        | James Shaw (GBR)              | 72.                       |
| 17                        | Marijn van den Berg (NED)     | 11.                       |

| Ineos Grenadiers IGD | Ineos Grenadiers IGD     | Ineos Grenadiers IGD |
| -------------------- | ------------------------ | -------------------- |
| Nr                   | Kolarz                   | Miejsce              |
| 21                   | Thomas Pidcock (GBR)     | 1.                   |
| 22                   | Michał Kwiatkowski (POL) | 35.                  |
| 23                   | Omar Fraile (ESP)        | DNF                  |
| 24                   | Brandon Rivera (COL)     | 83.                  |
| 25                   | Connor Swift (GBR)       | DNF                  |
| 26                   | Ben Turner (GBR)         | 115.                 |
| 27                   | Cameron Wurf (AUS)       | DNF                  |

| Alpecin-Deceuninck ADC | Alpecin-Deceuninck ADC             | Alpecin-Deceuninck ADC |
| ---------------------- | ---------------------------------- | ---------------------- |
| Nr                     | Kolarz                             | Miejsce                |
| 31                     | Mathieu van der Poel (NED) (szosa) | 22.                    |
| 32                     | Gianni Vermeersch (BEL)            | DNF                    |
| 33                     | Quinten Hermans (BEL)              | 80.                    |
| 34                     | Søren Kragh Andersen (DEN)         | 112.                   |
| 35                     | Axel Laurance (FRA)                | 90.                    |
| 36                     | Xandro Meurisse (BEL)              | 93.                    |
| 37                     | Oscar Riesebeek (NED)              | DNF                    |

| Team Visma \| Lease a Bike TVL | Team Visma \| Lease a Bike TVL | Team Visma \| Lease a Bike TVL |
| ------------------------------ | ------------------------------ | ------------------------------ |
| Nr                             | Kolarz                         | Miejsce                        |
| 41                             | Tiesj Benoot (BEL)             | 3.                             |
| 42                             | Per Strand Hagenes (NOR)       | 107.                           |
| 43                             | Matteo Jorgenson (USA)         | 37.                            |
| 44                             | Milan Vader (NED)              | 109.                           |
| 45                             | Johannes Staune-Mittet (NOR)   | DNF                            |
| 46                             | Julien Vermote (BEL)           | 86.                            |
| 47                             | Tosh Van der Sande (BEL)       | DNF                            |

| Soudal Quick-Step SOQ | Soudal Quick-Step SOQ       | Soudal Quick-Step SOQ |
| --------------------- | --------------------------- | --------------------- |
| Nr                    | Kolarz                      | Miejsce               |
| 51                    | Antoine Huby (FRA)          | 102.                  |
| 52                    | Mauri Vansevenant (BEL)     | 4.                    |
| 53                    | Gil Gelders (BEL)           | 65.                   |
| 54                    | William Junior Lecerf (BEL) | 56.                   |
| 55                    | Pepijn Reinderink (NED)     | 68.                   |
| 56                    | Jordi Warlop (BEL)          | DNF                   |
| 57                    | Louis Vervaeke (BEL)        | 67.                   |

| Team dsm-firmenich PostNL DFP | Team dsm-firmenich PostNL DFP | Team dsm-firmenich PostNL DFP |
| ----------------------------- | ----------------------------- | ----------------------------- |
| Nr                            | Kolarz                        | Miejsce                       |
| 61                            | Warren Barguil (FRA)          | DNF                           |
| 62                            | Enzo Leijnse (NED)            | 120.                          |
| 63                            | Tim Naberman (NED)            | DNF                           |
| 64                            | Oscar Onley (GBR)             | DNF                           |
| 65                            | Martijn Tusveld (NED)         | 118.                          |
| 66                            | Frank van den Broek (NED)     | 61.                           |
| 67                            | Kevin Vermaerke (USA)         | 24.                           |

| Bora-Hansgrohe BOH | Bora-Hansgrohe BOH          | Bora-Hansgrohe BOH |
| ------------------ | --------------------------- | ------------------ |
| Nr                 | Kolarz                      | Miejsce            |
| 71                 | Maximilian Schachmann (GER) | 106.               |
| 72                 | Roger Adrià (ESP)           | 14.                |
| 73                 | Giovanni Aleotti (ITA)      | 74.                |
| 74                 | Alexander Hajek (AUT)       | DNF                |
| 75                 | Bob Jungels (LUX)           | 33.                |
| 76                 | Matteo Sobrero (ITA)        | DNF                |
| 77                 | Frederik Wandahl (DEN)      | 73.                |

| Astana Qazaqstan Team AST | Astana Qazaqstan Team AST    | Astana Qazaqstan Team AST |
| ------------------------- | ---------------------------- | ------------------------- |
| Nr                        | Kolarz                       | Miejsce                   |
| 81                        | Samuele Battistella (ITA)    | 53.                       |
| 82                        | Anthon Charmig (DEN)         | 48.                       |
| 83                        | Igor Czżan (KAZ)             | DNF                       |
| 84                        | Jewgienij Fiodorow (KAZ)     | DNF                       |
| 85                        | Max Kanter (GER)             | 104.                      |
| 86                        | Christian Scaroni (ITA)      | 32.                       |
| 87                        | Simone Velasco (ITA) (szosa) | 18.                       |

| Team Jayco AlUla JAY | Team Jayco AlUla JAY   | Team Jayco AlUla JAY |
| -------------------- | ---------------------- | -------------------- |
| Nr                   | Kolarz                 | Miejsce              |
| 91                   | Michael Matthews (AUS) | 10.                  |
| 92                   | Lawson Craddock (USA)  | 81.                  |
| 93                   | Anders Foldager (DEN)  | DNF                  |
| 94                   | Luke Durbridge (AUS)   | 123.                 |
| 95                   | Felix Engelhardt (GER) | DNF                  |
| 96                   | Jan Maas (NED)         | DNF                  |
| 97                   | Mauro Schmid (SUI)     | 82.                  |

| Intermarché-Wanty IWA | Intermarché-Wanty IWA   | Intermarché-Wanty IWA |
| --------------------- | ----------------------- | --------------------- |
| Nr                    | Kolarz                  | Miejsce               |
| 101                   | Lorenzo Rota (ITA)      | 19.                   |
| 102                   | Vito Braet (BEL)        | 13.                   |
| 103                   | Francesco Busatto (ITA) | 57.                   |
| 104                   | Dries De Pooter (BEL)   | 89.                   |
| 105                   | Tom Paquot (BEL)        | DNF                   |
| 106                   | Alexy Faure Prost (FRA) | DNF                   |
| 107                   | Georg Zimmermann (GER)  | 42.                   |

| Lidl-Trek LTK | Lidl-Trek LTK                   | Lidl-Trek LTK |
| ------------- | ------------------------------- | ------------- |
| Nr            | Kolarz                          | Miejsce       |
| 111           | Andrea Bagioli (ITA)            | 75.           |
| 112           | Julien Bernard (FRA)            | DNF           |
| 113           | Bauke Mollema (NED)             | 7.            |
| 114           | Fabio Felline (ITA)             | DNF           |
| 115           | Sam Oomen (NED)                 | 47.           |
| 116           | Mattias Skjelmose (DEN) (szosa) | 17.           |
| 117           | Toms Skujiņš (LAT)              | 39.           |

| Decathlon-AG2R La Mondiale DAT | Decathlon-AG2R La Mondiale DAT | Decathlon-AG2R La Mondiale DAT |
| ------------------------------ | ------------------------------ | ------------------------------ |
| Nr                             | Kolarz                         | Miejsce                        |
| 121                            | Benoît Cosnefroy (FRA)         | 16.                            |
| 122                            | Pierre Gautherat (FRA)         | 98.                            |
| 123                            | Dorian Godon (FRA)             | 36.                            |
| 124                            | Paul Lapeira (FRA)             | 5.                             |
| 125                            | Oliver Naesen (BEL)            | 108.                           |
| 126                            | Valentin Retailleau (FRA)      | 119.                           |
| 127                            | Damien Touzé (FRA)             | 92.                            |

| Arkéa-B&B Hotels ARK | Arkéa-B&B Hotels ARK    | Arkéa-B&B Hotels ARK |
| -------------------- | ----------------------- | -------------------- |
| Nr                   | Kolarz                  | Miejsce              |
| 131                  | Vincenzo Albanese (ITA) | 110.                 |
| 132                  | Anthony Delaplace (FRA) | 69.                  |
| 133                  | Simon Guglielmi (FRA)   | 125.                 |
| 134                  | Laurens Huys (BEL)      | 71.                  |
| 135                  | Mathis Le Berre (FRA)   | 66.                  |
| 136                  | Kévin Vauquelin (FRA)   | 41.                  |
| 137                  | Matis Louvel (FRA)      | DNF                  |

| Groupama-FDJ GFC | Groupama-FDJ GFC               | Groupama-FDJ GFC |
| ---------------- | ------------------------------ | ---------------- |
| Nr               | Kolarz                         | Miejsce          |
| 141              | Valentin Madouas (FRA) (szosa) | 6.               |
| 142              | Lorenzo Germani (ITA)          | 99.              |
| 143              | Romain Grégoire (FRA)          | 12.              |
| 144              | Stefan Küng (SUI)              | 29.              |
| 145              | Quentin Pacher (FRA)           | 8.               |
| 146              | Rémy Rochas (FRA)              | 103.             |
| 147              | Clément Russo (FRA)            | DNF              |

| Bahrain Victorious TBV | Bahrain Victorious TBV    | Bahrain Victorious TBV |
| ---------------------- | ------------------------- | ---------------------- |
| Nr                     | Kolarz                    | Miejsce                |
| 151                    | Pello Bilbao (ESP)        | 9.                     |
| 152                    | Nicolo Buratti (ITA)      | 59.                    |
| 153                    | Matevž Govekar (SLO)      | DNF                    |
| 154                    | Yukiya Arashiro (JPN)     | 95.                    |
| 155                    | Fran Miholjević (CRO)     | DNF                    |
| 156                    | Łukasz Wiśniowski (POL)   | DNF                    |
| 157                    | Fred Wright (GBR) (szosa) | 44.                    |

| Cofidis COF | Cofidis COF            | Cofidis COF |
| ----------- | ---------------------- | ----------- |
| Nr          | Kolarz                 | Miejsce     |
| 161         | Axel Mariault (FRA)    | DNF         |
| 162         | Ben Hermans (BEL)      | DNF         |
| 163         | Gorka Izagirre (ESP)   | DNF         |
| 164         | Ion Izagirre (ESP)     | DNF         |
| 165         | Christophe Noppe (BEL) | DNF         |
| 166         | Alexis Renard (FRA)    | DNF         |
| 167         | Ludovic Robeet (BEL)   | DNF         |

| Movistar Team MOV | Movistar Team MOV         | Movistar Team MOV |
| ----------------- | ------------------------- | ----------------- |
| Nr                | Kolarz                    | Miejsce           |
| 171               | Alex Aranburu (ESP)       | 113.              |
| 172               | Jorge Arcas (ESP)         | 121.              |
| 173               | Jon Barrenetxea (ESP)     | DNF               |
| 174               | Carlos Canal (ESP)        | 105.              |
| 175               | Davide Formolo (ITA)      | 46.               |
| 176               | Iván García Cortina (ESP) | 84.               |
| 177               | Johan Jacobs (SUI)        | DNF               |

| TDT-Unibet TDT | TDT-Unibet TDT           | TDT-Unibet TDT |
| -------------- | ------------------------ | -------------- |
| Nr             | Kolarz                   | Miejsce        |
| 181            | Hartthijs de Vries (NED) | 88.            |
| 182            | Owen Geleijn (NED)       | 101.           |
| 183            | Jelle Johannink (NED)    | 55.            |
| 184            | Tomáš Kopecký (CZE)      | 116.           |
| 185            | Zeb Kyffin (GBR)         | 117.           |
| 186            | Lander Loockx (BEL)      | DNF            |
| 187            | Adam Ťoupalík (CZE)      | 64.            |

| Uno-X Mobility UXM | Uno-X Mobility UXM               | Uno-X Mobility UXM |
| ------------------ | -------------------------------- | ------------------ |
| Nr                 | Kolarz                           | Miejsce            |
| 191                | Martin Urianstad (NOR)           | 91.                |
| 192                | Odd Christian Eiking (NOR)       | 25.                |
| 193                | Markus Hoelgaard (NOR)           | 34.                |
| 194                | Anders Halland Johannessen (NOR) | DNF                |
| 195                | Tobias Halland Johannessen (NOR) | 70.                |
| 196                | Andreas Leknessund (NOR)         | 26.                |
| 197                | Anders Skaarseth (NOR)           | 97.                |

| Team Flanders-Baloise TFB | Team Flanders-Baloise TFB | Team Flanders-Baloise TFB |
| ------------------------- | ------------------------- | ------------------------- |
| Nr                        | Kolarz                    | Miejsce                   |
| 201                       | Kamiel Bonneu (BEL)       | 31.                       |
| 202                       | Toon Clynhens (BEL)       | DNF                       |
| 203                       | Lars Craps (BEL)          | DNF                       |
| 204                       | Ward Vanhoof (BEL)        | DNF                       |
| 205                       | Elias Maris (BEL)         | 87.                       |
| 206                       | Vincent Van Hemelen (BEL) | DNF                       |
| 207                       | Dylan Vandenstorme (BEL)  | DNF                       |

| Israel-Premier Tech IPT | Israel-Premier Tech IPT | Israel-Premier Tech IPT |
| ----------------------- | ----------------------- | ----------------------- |
| Nr                      | Kolarz                  | Miejsce                 |
| 211                     | Simon Clarke (AUS)      | 54.                     |
| 212                     | Jakob Fuglsang (DEN)    | 76.                     |
| 213                     | Krists Neilands (LAT)   | 100.                    |
| 214                     | Corbin Strong (NZL)     | 96.                     |
| 215                     | Dylan Teuns (BEL)       | 15.                     |
| 216                     | Stephen Williams (GBR)  | 43.                     |
| 217                     | Jake Stewart (GBR)      | DNF                     |

| Lotto Dstny LTD | Lotto Dstny LTD          | Lotto Dstny LTD |
| --------------- | ------------------------ | --------------- |
| Nr              | Kolarz                   | Miejsce         |
| 221             | Maxim Van Gils (BEL)     | 20.             |
| 222             | Jenno Berckmoes (BEL)    | 60.             |
| 223             | Jarrad Drizners (AUS)    | DNF             |
| 224             | Pascal Eenkhoorn (NED)   | 58.             |
| 225             | Andreas Kron (DEN)       | 40.             |
| 226             | Mathijs Paasschens (NED) | DNF             |
| 227             | Jonas Gregaard (DEN)     | 78.             |

| Tudor Pro Cycling Team TUD | Tudor Pro Cycling Team TUD     | Tudor Pro Cycling Team TUD |
| -------------------------- | ------------------------------ | -------------------------- |
| Nr                         | Kolarz                         | Miejsce                    |
| 231                        | Sebastian Kolze Changizi (DEN) | DNF                        |
| 232                        | Aloïs Charrin (FRA)            | DNF                        |
| 233                        | Jacob Eriksson (SWE)           | 94.                        |
| 234                        | Lucas Eriksson (SWE) (szosa)   | 50.                        |
| 235                        | Miká Heming (GER)              | DNF                        |
| 236                        | Alexander Kamp (DEN)           | 27.                        |
| 237                        | Arthur Kluckers (LUX)          | DNF                        |

| Q36.5 Pro Cycling Team Q36 | Q36.5 Pro Cycling Team Q36 | Q36.5 Pro Cycling Team Q36 |
| -------------------------- | -------------------------- | -------------------------- |
| Nr                         | Kolarz                     | Miejsce                    |
| 241                        | Gianluca Brambilla (ITA)   | 23.                        |
| 242                        | Walter Calzoni (ITA)       | 85.                        |
| 243                        | David de la Cruz (ESP)     | 62.                        |
| 244                        | Mark Donovan (GBR)         | 49.                        |
| 245                        | Alessandro Fancellu (ITA)  | 63.                        |
| 246                        | Damien Howson (AUS)        | 124.                       |
| 247                        | Joseph Rosskopf (USA)      | DNF                        |

Legenda: DNF – nie ukończył, OTL – przekroczył limit czasu, DNS – nie wystartował, DSQ – zdyskwalifikowany.

## Klasyfikacja generalna
| \| Klasyfikacja generalna \| Klasyfikacja generalna \| Klasyfikacja generalna \| Klasyfikacja generalna \| Klasyfikacja generalna \| \| Kolarz \| Kolarz \| Państwo \| Drużyna \| Czas \| \| ---------------------- \| ---------------------- \| ---------------------- \| -------------------------- \| ---------------------- \| \| 1. \| Thomas Pidcock \| Wielka Brytania \| Ineos Grenadiers \| 5h 58' 17" \| \| 2. \| Marc Hirschi \| Szwajcaria \| UAE Team Emirates \| + 0" \| \| 3. \| Tiesj Benoot \| Belgia \| Team Visma \\| Lease a Bike \| + 0" \| \| 4. \| Mauri Vansevenant \| Belgia \| Soudal Quick-Step \| + 0" \| \| 5. \| Paul Lapeira \| Francja \| Decathlon-AG2R La Mondiale \| + 0" \| \| 6. \| Valentin Madouas \| Francja \| Groupama-FDJ \| + 0" \| \| 7. \| Bauke Mollema \| Holandia \| Lidl-Trek \| + 0" \| \| 8. \| Quentin Pacher \| Francja \| Groupama-FDJ \| + 0" \| \| 9. \| Pello Bilbao \| Hiszpania \| Bahrain Victorious \| + 0" \| \| 10. \| Michael Matthews \| Australia \| Team Jayco AlUla \| + 11" \| |                   |                 |                            |            |
| |                   |                 |                            |            |
| Źródło: ProCyclingStats |                   |                 |                            |            |
| Klasyfikacja generalna |                   |                 |                            |            |
| Kolarz | Kolarz            | Państwo         | Drużyna                    | Czas       |
| 1. | Thomas Pidcock    | Wielka Brytania | Ineos Grenadiers           | 5h 58' 17" |
| 2. | Marc Hirschi      | Szwajcaria      | UAE Team Emirates          | + 0"       |
| 3. | Tiesj Benoot      | Belgia          | Team Visma \| Lease a Bike | + 0"       |
| 4. | Mauri Vansevenant | Belgia          | Soudal Quick-Step          | + 0"       |
| 5. | Paul Lapeira      | Francja         | Decathlon-AG2R La Mondiale | + 0"       |
| 6. | Valentin Madouas  | Francja         | Groupama-FDJ               | + 0"       |
| 7. | Bauke Mollema     | Holandia        | Lidl-Trek                  | + 0"       |
| 8. | Quentin Pacher    | Francja         | Groupama-FDJ               | + 0"       |
| 9. | Pello Bilbao      | Hiszpania       | Bahrain Victorious         | + 0"       |
| 10. | Michael Matthews  | Australia       | Team Jayco AlUla           | + 11"      |